# 2042 Sitarski
2042 Sitarski eller 4633 P-L är en asteroid i huvudbältet som upptäcktes den 24 september 1960 av den nederländsk-amerikanske astronomen Tom Gehrels och det nederländska astronomparet Ingrid van Houten-Groeneveld och Cornelis Johannes van Houten vid Palomarobservatoriet. Den är uppkallad efter astronomen Grzegorz Sitarski.
Den tillhör asteroidgruppen Merxia.